# Fascia périnéal
Le fascia périnéal est le fascia qui recouvre les muscles de l'espace superficiel du périnée : le muscle bulbo-spongieux, le muscle ischio-caverneux et le muscle transverse superficiel du périnée.
Le fascia est attaché latéralement aux branches ischio-pubiennes et fusionné antérieurement avec le ligament suspenseur du pénis ou du clitoris.
Il forme la limite supérieure de l'espace superficiel du périnée.